# آنتینوپولیس
آنتینوپولیس (انگلیسی: Antinopolis (Antinoöpolis, Antinoopolis, Antinoë)، زبان یونانی باستان: Ἀντινόου πόλις، زبان قبطی: ⲁⲛⲧⲓⲛⲱⲟⲩ، Antinow; modern Sheikh 'Ibada) شهری در منیا بود که در روستایی کهن‌تر از مصر باستان توسط فرمانروای امپراتوری روم، هادریانوس بنا نهاده شد که به یادبود معشوق جوانِ ایزدانگاشته شده‌اش یعنی آنتینوس در ساحل شرقی نیل بنا شد و از مکان مصر علیا که آنتینوس در ۱۳۰ پس از میلاد غرق شد دور نیست. آنتینوپولیس کمی در جنوب روستای مصری بسا Besa (Βῆσσα) واقع بود، روستایی که پس از الهه و پیامبر «بسا» نامگذاری شد که گاه‌گاهی حتی تا اواخر عمر کنستانتین یکم مورد مشورت قرار می‌گرفت. آنتینوپولیس در پایین تپه‌ای ساخته شد که بسا در بالای آن قرار دارد. شهر تقریباً در مخالف الاشمونین است و بواسطه جاده ویا هادریانا یا از راه هادریانا به برنیس متصل بود.